# Nabil Taïder
Nabil Taïder (Lavaur, Francia, 26 de mayo de 1983), futbolista francés, de origen tunecino. Juega de volante y su actual equipo es el Étoile du Sahel de Túnez. 

## Selección nacional
Ha sido internacional con la Selección de fútbol de Túnez, ha jugado 1 partido internacional.

## Clubes
| Club            | País    | Año       |
| --------------- | ------- | --------- |
| Toulouse FC     | Francia | 2001-2007 |
| FC Lorient      | Francia | 2007      |
| Stade Reims     | Francia | 2007-2008 |
| Skoda Xanthi FC | Grecia  | 2008-2010 |
| Sivasspor       | Turquía | 2010-2012 |
| Étoile du Sahel | Túnez   | 2012-     |